# Boone (geslacht)
Boone is een geslacht waarvan leden sinds 1957 tot de Belgische adel behoren.

## Geschiedenis
De stamreeks gaat terug tot Josse-François Boone (1688-1756) die in 1688 voor het eerst wordt vermeld getuige zijn doop te Aalst. Op 8 juli 1957 werd dr. Albert Boone (1887-1971), voorzitter van de Rechtbank van Eerste Aanleg te Turnhout, enz., opgenomen in de erfelijke Belgische adel; in 1970 volgde voor hem de persoonlijke titel van ridder. Zijn zoon jhr. Marcel Boone (1922-1998), consulair rechter in de Handelsrechtbank te Turnhout, enz. verkreeg in 1982 eveneens de persoonlijke titel van ridder. Anno 2018 waren er nog zeven mannelijke telgen in leven, de laatste geboren in 2002. 

### Wapenbeschrijvingen
- 1957: Van goud, met een dubbele adelaarskop en hals van sabel, afgerukt van keel, gebekt en getongd van dezelfde kleur, met het schildhoofd van hermelijn. Het schild getopt met een helm van zilver, gekroond, getralied, gehalsband en omboord van goud, gevoerd en gehecht van keel, met dekkleden van goud en van sabel. Helmteken: de dubbele adelaarskop en -hals van het schild, tussen twee afgewende halve vluchten van goud. Wapenspreuk: 'Bono jure' van sabel, op een losse band van goud.
- 1970: In goud, de koppen en halzen van een dubbele adelaar van sabel, afgerukt, gebekt en getongd van keel, het schildhoofd van hermelijn. Het schild gedekt met een ridderkroon en overtopt door een helm van zilver, gekroond, getralied, gesierd en omboord van goud, gevoerd en gehecht van keel. Dekkleden: goud en sabel. Helmteken: de adelaarskoppen en halzen van het schild, tussen twee afgewende halve vluchten van goud. Wapenspreuk: 'Bono jure' in letters van sabel, op een lint van goud.
- 1982: In goud, de afgerukte koppen en halzen van een dubbele adelaar van sabel, gebekt en getongd van keel, het schildhoofd van hermelijn. Een helm van zilver, gekroond, getralied, gesierd en omboord van goud, gevoerd en gehecht van keel. Dekkleden: goud en sabel. Helmteken: de adelaarskoppen en halzen van het schild, tussen twee afgewende halve vluchten beurtelings doorsneden van goud en keel. Wapenspreuk: 'Bono jure' in letters van sabel, op een lint van goud. Voor de titularis het schild gedekt met een ridderkroon.

## Enkele telgen
Dr. Albert ridder Boone (1887-1971), voorzitter van de Rechtbank van Eerste Aanleg te Turnhout, enz.
- Jhr. dr. Emile Boone (1920-1986), subsituut-procureur des Konings te Antwerpen, lid van de Hoge Vlaamse Bosraad
  - Jhr. ir. Roland Boone (1964), chef de famille
    - Jhr. Alexandre Boone (2002), vermoedelijke opvolger als chef de famille
- Marcel ridder Boone (1922-1998), consulair rechter in de Handelsrechtbank te Turnhout, ondervoorzitter van de Syndicale Kamer van Verzekeringsmakelaars van het Arrondissement Turnhout, gewezen gemeenteraadslid te Turnhout

### Adellijke allianties
- Rotsaert de Hertaing (1960), De Brouchoven de Bergeyck (1961), De Wykerslooth de Rooyesteyn (1962), De Thibault de Boesinghe (1974), De Valensart de Schoenmaekers (1992), Ortegat (1994), Timmermans (1994), De Granges de Surgères (1996), De Hennin de Boussu Walcourt (1996)